# Dominique Victor Jones
Dominique Victor Jones, conosciuto come Disco Domo Jones (Harlem, 6 giugno 1988), è un cestista statunitense.
È stato l'mvp del FIBA 3x3 World Tour 2019, a cui ha partecipato con i NY Harlem. Prima dell'interruzione per la pandemia di COVID-19, si stava preparando per il torneo di pallacanestro 3x3 dei Giochi olimpici di Tokyo con la Nazionale degli Stati Uniti.